# اسپرینگباک، کیپ شمالی
اسپرینگباک (به لاتین: Springbok) یک شهرک در آفریقای جنوبی است که در کیپ شمالی واقع شده‌است. اسپرینگباک ۹۵۰ متر بالاتر از سطح دریا واقع شده‌است.

## نگارخانه

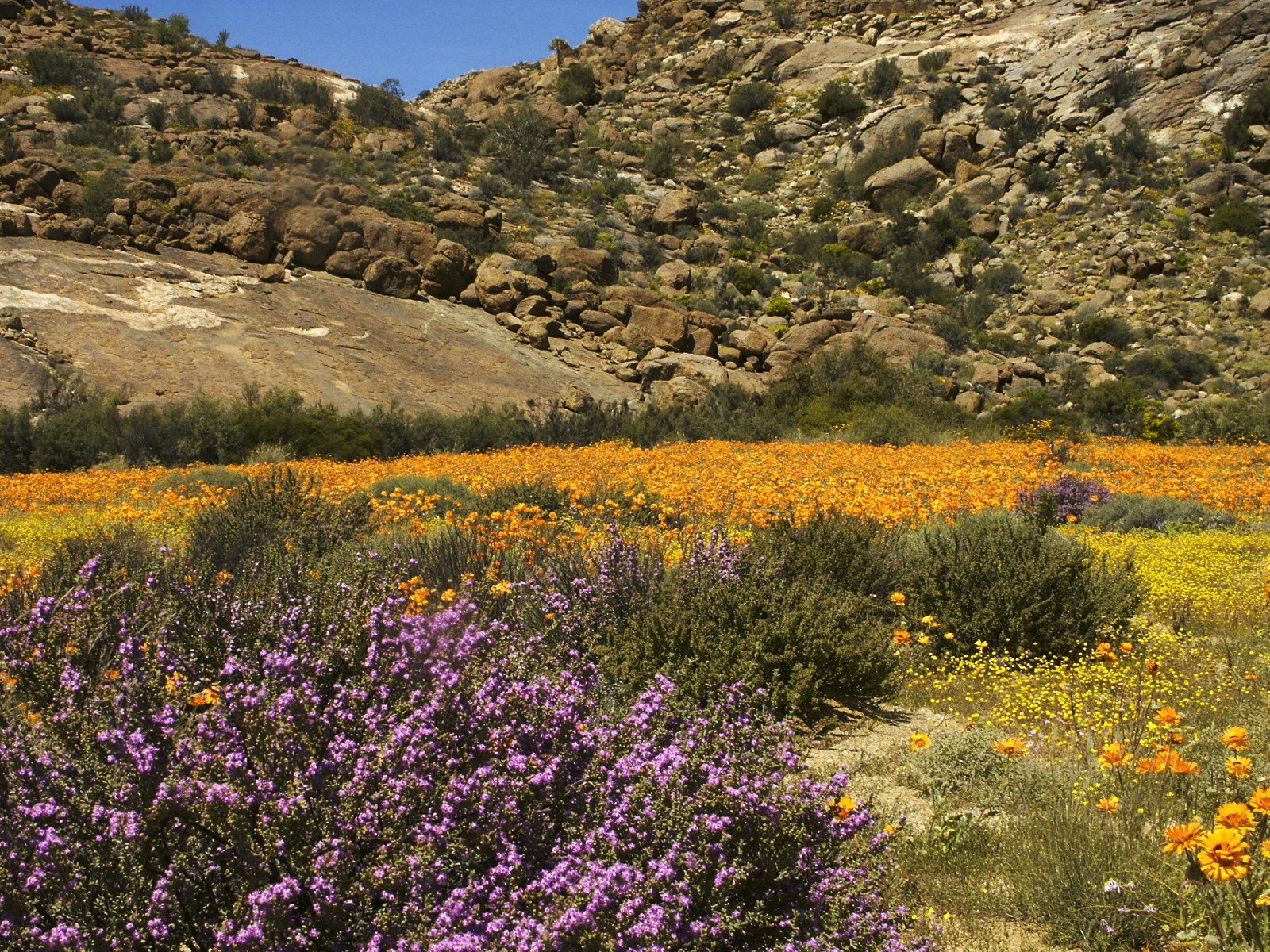
Flowering Desert
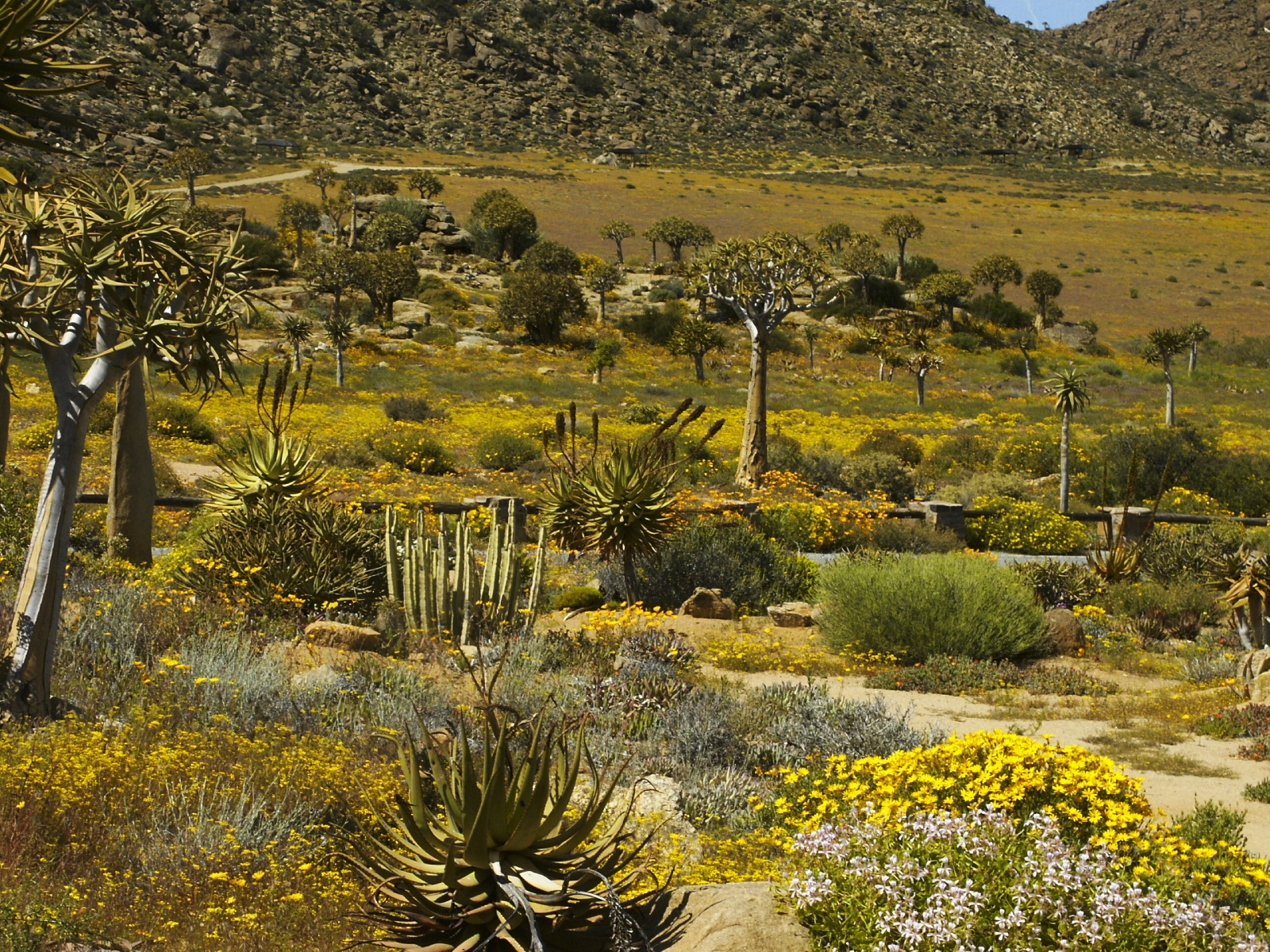
Goegap Nature Reserve
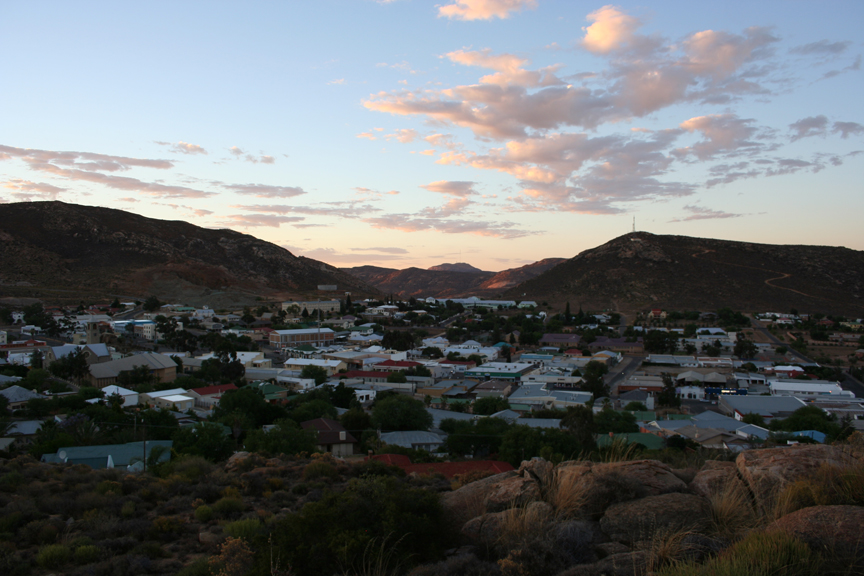
Springbok at dusk
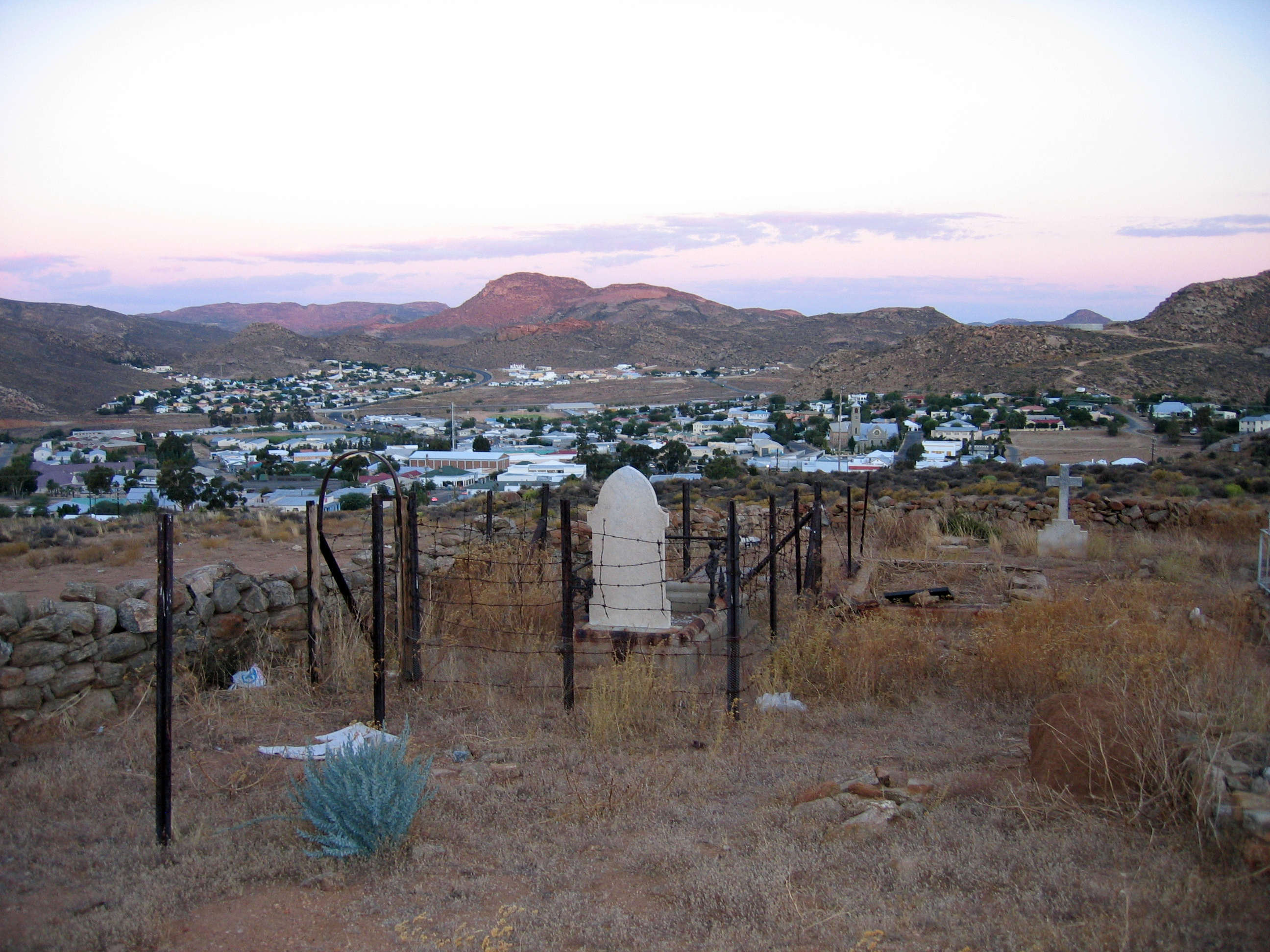
Springbok from the old cemetery